# Jake Green (roddare)
Jake Milton Green, född 30 mars 1994, är en sydafrikansk roddare.
Green representerade Sydafrika i olympiska sommarspelen 2016 i Rio de Janeiro, där han kom på fjärde plats i fyra utan styrman tillsammans med David Hunt, Jonty Smith och Vincent Breet. Vid OS i Tokyo 2021 tävlade Green tillsammans med Luc Daffarn i tvåa utan styrman, där de slutade på 13:e plats.